# 上古密约
《上古密约》，2020年中国大陆古装剧，背景为传说时代。吴磊、宋祖儿、王俊凯、郭俊辰领衔主演。該劇於2019年1月開機，2019年4月殺青。於2020年2月9日在芒果TV正式开播，並於2月10日在湖南卫视青春进行时正式开播。台灣由愛奇藝台灣站2月10日起獨家跟播。

## 播出时间
| 频道                  | 所在地   | 播出日期      | 播出时间              | 备注       |
| --------------------- | -------- | ------------- | --------------------- | ---------- |
| 芒果TV                | 中国     | 2020年2月9日  | 每週日至週三20:00更新 | 会员抢先看 |
| 湖南卫视              | 中国     | 2020年2月10日 | 每週一至週四22:00播出 | 青春进行时 |
| 愛奇藝台灣站          | 臺灣     | 2020年2月10日 | 每週一至週三20:00更新 |            |
| Astro双星 Astro双星HD | 马来西亚 | 2020年2月20日 | 每晚 21:00-22:00      |            |

## 演员列表

### 主要演员
| 演員   | 角色          | 介紹 |
| 吴磊   | 百里鴻爍      | 平原王府三公子，喜歡鴻熠。(前世為水正玄冥) |
| 宋祖儿 | 百里鴻熠/黎若 | 平原王府養女(二小姐)，實為琅族人(本名黎若)，母親為大君的女兒(琅族聖女)。那成公主與攸國人所生，喜歡鴻爍。(前世以自身為土正后土，最後之力皿封印九嬰) |
| 宣言   | 百里鴻煊      | 平原王府大公子，原被封為太子，後為鎮北侯。(前世為火正祝融) |
| 郭俊辰 | 侯正則        | 跟隨百里鴻爍軍隊一同前往櫟城的小兵，對鴻熠很照顧。有特長可以將摸過的人臉，變到別人或自己身上。日夜護於心頭的蕁木，九嬰之戰後落於觀星塔中，因吸收了靈山靈氣、水正神力與部分九嬰之力，後成形半神半妖，半人半木之體。實為眾人尋找的方天矩。喜歡小彤。(前世為水正玄冥) |
| 郑凯   | 明夜楓        | 琅族萬騎將軍，後統一琅族。曾受恩於那成公主，誓死保護黎若，喜歡鴻熠。可號令千山令，尤烏人的神。(前世為木正句芒) |
| 高仁   | 安亭风        | 捉妖師，另一身份為斗篷男，與靈山十巫中的巫謝相知、相戀，為推動五正集合背後之手。(前世為金正蓐收) |
| 張齡心 | 凌君          | 公孫樹幻化的妖。與晉陽自幼便相識。協助蓐收合集五正之力，為的就是復甦九嬰。 |
| 王俊凯 | 百里昊和      | 大峳皇帝，百里氏三兄妹之叔叔。 |

### 其他演员
| 演員   | 角色     | 介紹 |
| 章煜奇 | 穆齐     | 與百里鴻爍一同前往鎮守櫟城，百里鴻爍親信。 |
| 刘芮侨 | 巴音     | 白澤部新首領的妹妹，把自己獻給明夜楓。 |
| 元华   | 季秋     | 捉妖師，受安亭風點化收百里鴻爍為徒。 |
| 刘芷微 | 邱小彤   | 季秋徒弟，喜歡由侯正則變身的百里鴻爍，後來明白了自己的心意。 |
| 夏若妍 | 晉陽公主 | 失勢偏遠遼東郡守長女，太后賀氏害怕鴻煊戰勝琅族風頭過盛，特降旨賜婚於鴻煊。其實並不是真正的晉陽，而是一隻鴆鳥妖，千年前五行神官封印九嬰之時，吸收了一部分九嬰之力，千年後為報答而追隨百里鴻煊。 |
| 杨博潇 | 賀遙     | 太后母族賀氏家族，皇上表哥。勾結琅族。 |
| 刘琳   | 賀太后   | 大峳國太后，忌憚百里鴻煊。 |
| 刘金山 | 大君     | 琅族大君 |
| 赵熠洋 | 阿納環   | 大君之子 |
| 王晓   | 九嬰     | 擁有強大妖力的上古異獸。 |
| 张耀宇 | 伊久磨   | 琅族主祭，法力高深，與凌君為同一人，對百里昊合使用傀儡術，為的就是協助蓐收，並釋放九嬰之力。                                                                                                   |
| 陳姝   | 帝女桑   | 雙生桑樹精中的妹妹，與赤松子相戀。 |

## 电视剧歌曲
| 曲序 | 曲目                       |                | 作曲           | 演唱        |
| ---- | -------------------------- | -------------- | -------------- | ----------- |
| 1.   | 千年之約（主題曲）         | 瀟彬           | 劉冠帥、文穎秋 | 霍尊        |
| 2.   | 遇見才知流年匆忙（片尾曲） | 巫洪兵、習譜予 | 文穎秋         | 武藝        |
| 3.   | 听弦断（插曲）             |                |                | 王铮亮      |
| 4.   | 梨花（插曲）               |                |                | 方圆        |
| 5.   | 花开处有你（插曲）         |                |                | 妙静鸥      |
| 6.   | 一别永生（插曲）           |                |                | 方圆&谢彬彬 |
| 7.   | 听弦断（插曲）             |                |                | 魏巡        |
| 8.   | 千年之约（插曲）           |                |                | 于湉        |